# Karametade (álbum de 2000)
Karametade é o quarto álbum de estúdio do grupo brasileiro de pagode Karametade. Foi lançado em 2000 pelo selo Butiquim. Ganhou o disco de platina no Brasil.
De acordo com o ECAD, "Morango do Nordeste" foi a quarta canção mais executada no Brasil em 2000, com um total de 4.364 execuções, e a mais tocada em maio de 2000, segundo a Crowley Broadcast Analysis do Brasil.

## Faixas
| N.º | Título                                | Compositor(es)                                        | Duração |  |
| 1.  | "Por Toda a Eternidade"               | Beto Calixto / Kiki / Wagner Gonçalves                | 4:10    |  |
| 2.  | "Morango do Nordeste"                 | Walter de Afogados / Fernando Alves                   | 4:00    |  |
| 3.  | "Jeitinho Doce"                       | Altay Veloso                                          | 4:11    |  |
| 4.  | "Como É Que Vou Fazer"                | Neném Chama / Julinho Santos                          | 3:57    |  |
| 5.  | "Denguinho"                           | Carlito Cavalcanti / Adilson Victor                   | 3:51    |  |
| 6.  | "Temporais"                           | Chico Roque / Paulo Sérgio Valle                      | 4:32    |  |
| 7.  | "Minha Outra Metade"                  | Vavá / Cleyton Barreto / Nildo Fernandes              | 5:04    |  |
| 8.  | "Felicidade"                          | Cris / Kiki / Marcelo Mury                            | 4:12    |  |
| 9.  | "Fruta do Pecado"                     | Riquinho                                              | 4:13    |  |
| 10. | "O Craque da Bola"                    | Marcelo Mury / Kiki / Beto Calixto / Wagner Gonçalves | 3:50    |  |
| 11. | "Pretexto"                            | Marcelo Mury / Odilon Mattei                          | 4:42    |  |
| 12. | "Agora é Pra Valer"                   | Charlles André / Wagner Gonçalves / Beto Calixto      | 4:03    |  |
| 13. | "Nosso Pagode (Pagode do Karametade)" | Carlito Cavalcanti / Adilson Victor                   | 4:25    |  |
| 14. | "Aquarela Brasileira"                 | Silas de Oliveira                                     | 3:37    |  |

## Tabelas

### Tabelas semanais
| Parada musical (2000) | Posição |
| --------------------- | ------- |
| Brasil (Nopem)        | 1       |

## Certificações
| Brasil (ABPD)                             | Platina | 2000 | 250.000* |
| *número de vendas baseado na certificação |         |      |          |